# AA-Linie

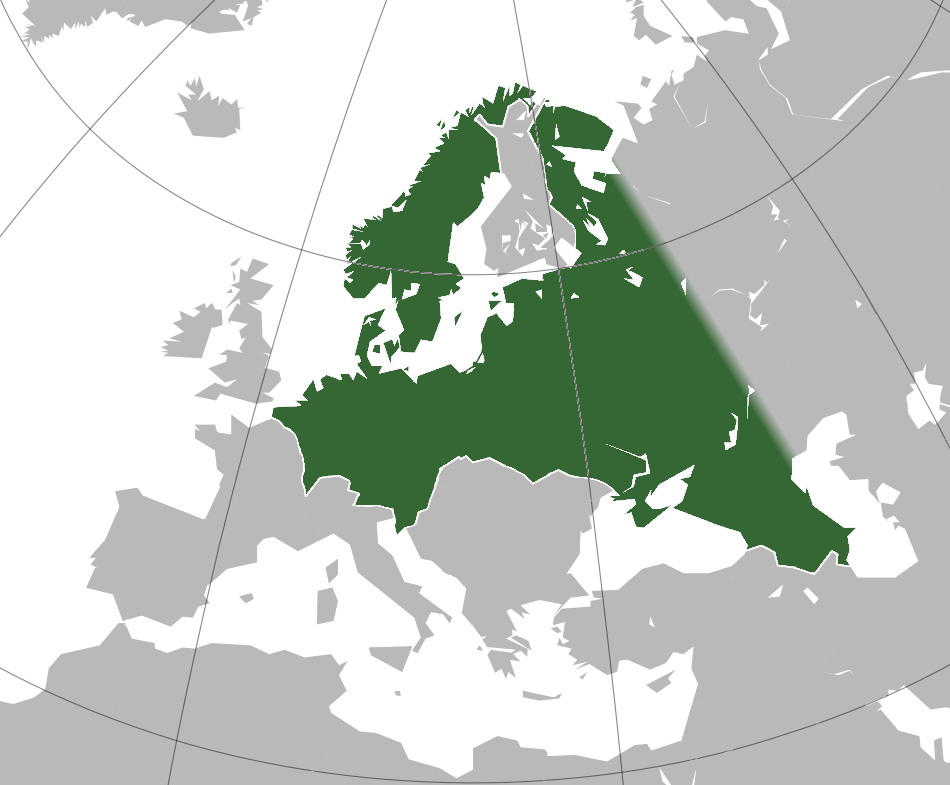
Die AA-Linie als Ostgrenze eines projektierten „Großgermanischen Reiches“

Die A-A-Linie (oder AA-Linie) war gemäß der Weisung Nr. 21 von Adolf Hitler an das Oberkommando der Wehrmacht vom 18. Dezember 1940 das militärische Ziel des Unternehmens Barbarossa. Gemeint war eine gedachte Linie östlich von Moskau zwischen den Hafenstädten Archangelsk am Weißen Meer im Norden und Astrachan am Kaspischen Meer im Süden.

## Strategische Bedeutung
Die Masse der Roten Armee sollte in einem schnellen Feldzug bis zum Frühherbst 1941 an dieser Linie militärisch geschlagen werden. Wörtlich heißt es in Hitlers Weisung zur Vorbereitung eines Angriffs auf die Sowjetunion: „Das Endziel der Operation ist die Abschirmung gegen das asiatische Russland aus der allgemeinen Linie Wolga–Archangelsk. So kann erforderlichenfalls das letzte Russland verbleibende Industriegebiet am Ural durch die Luftwaffe ausgeschaltet werden. Im Zuge dieser Operationen wird die russische Ostseeflotte schnell ihre Stützpunkte verlieren und damit nicht mehr kampffähig sein.“ Die Abkürzung „AA-Linie“ für die „Astrachan-Archangelsk-Linie“ wurde erst nachträglich von der NS-Propaganda geprägt. Hätte die Wehrmacht ihr Ziel erreicht, wären sowjetische Langstrecken-Bomber nicht mehr in der Lage gewesen, das Gebiet des damaligen Deutschen Reichs zu erreichen.
Die deutsche Wehrmacht sah im Gebiet westlich dieser Linie die Masse der sowjetischen Rüstungsquellen und den Hauptteil des Ernährungs- und Bevölkerungspotenzials der Sowjetunion. Das Erreichen dieser Linie hätte der Sowjetunion 86 % ihrer Erdölförderung (Ölgebiete im Kaukasus) entzogen. Es wäre im Erfolgsfall eine Front auf einer Länge von rund 2600 Kilometern entstanden, der doppelten Länge der Aufmarschlinie. Ein militärisches Niederwerfen der Sowjetunion in einem einzigen Feldzug hielten die deutschen Militärstrategen wie General Erich Marcks aufgrund der geographischen Gegebenheiten für nicht durchführbar. Daher war die A-A-Linie als Ausgangspunkt für einen weiteren, kleineren, vor allem von der Luftwaffe getragenen Feldzug im Frühjahr 1942 zur Eroberung der restlichen Sowjetunion in den Barbarossa-Planungen vorgesehen.
Tatsächlich schlug die im Westfeldzug erfolgreiche Blitzkriegtaktik an der Ostfront fehl, so dass der Vorstoß im deutsch-sowjetischen Krieg im Winter 1941 westlich vor Moskau zum Erliegen kam. Astrachan wurde im Sommer 1942 mehrmals von der Luftwaffe bombardiert, ein Fernspähtrupp der Heeresgruppe A näherte sich am 16. September 1942 der Stadt bis auf 35 Kilometer, südwestlich des heutigen Vororts Narimanow, dem östlichsten Punkt, der von der Wehrmacht beim Unternehmen Barbarossa erreicht wurde. Die Bahnlinie von Astrachan ins südlich gelegene Kisljar im Delta des Terek war einige Tage unterbrochen. In der Mitte der Ostfront wurde Gorki, das heutige Nischni Nowgorod, unweit der AA-Linie aus der Luft angegriffen. Die deutschen Bodentruppen gelangten im Bereich der Heeresgruppe Mitte jedoch nur bis östlich von Tula, das noch hunderte Kilometer entfernt liegt. Der nördliche Endpunkt, Archangelsk, wurde ebenfalls nicht annähernd erreicht, da die sowjetische Karelische Front die deutsch-finnischen Angriffe letztlich aufhielt.